# Woodstock 94
Woodstock 94 fue un festival de música organizado para conmemorar el 25.° aniversario del festival original de Woodstock de 1969. Fue promovido como «dos días más de paz y música». El cartel utilizado para promover el primer concierto fue editado para colocar dos pájaros posados en el cuello de la guitarra, en lugar de la original.
El concierto de Woodstock 1994 estaba previsto para el sábado y el domingo, 13 de agosto y 14, y con un tercer día (viernes, 12 de agosto) añadido más tarde. El tiempo era lluvioso ese fin de semana, y el sábado por la lluvia la mayor parte del campo se había convertido en barro.
El evento tuvo lugar en la Granja de Winston en Saugerties, Nueva York, cerca de 100 millas (160 km) al norte de la ciudad de Nueva York. El sitio se encuentra a 10 millas (16 km) de Woodstock, Nueva York.
En Woodstock 94 se estimó una cifra de 350.000 personas. El tamaño de la multitud era más grande de lo que los organizadores del concierto habían planeado. Los principales problemas relacionados con la seguridad fueron cuando tenían que restringir los suministros de alimentos, las bebidas del exterior y sobre todo el alcohol a las personas que iban llegando. Con el lugar de conciertos vallado con una alambrada metálica los asistentes no tenían casi ninguna dificultad para entrar libremente y llevar cerveza y otros artículos prohibidos. El personal de seguridad, junto con el personal de entrada y salida, no pudo continuar el monitoreo y al mismo tiempo mantener la seguridad por la cantidad de personas que querían entrar y salir del lugar.
El festival fue seguido de Woodstock 99.

## Lista de artistas

### Viernes 12 de agosto
- El show comenzó pasadas la 12 de mediodía en el escenario Sur en un caluroso -aunque nublado- día de verano.
- Las primeras presentaciones son poco recordadas y documentadas debido a que aún no había llegado todo el público y durante el comienzo mucha gente estaba tratando de buscar un sitio de camping.

#### Escenario Norte
- Blues Traveler
- Jackyl
- Del Amitri
- Live
- James
- King's X
- Sheryl Crow
- Collective Soul
- Candlebox
- Violent Femmes

#### Escenario Sur
- 3
- Futu Futu
- The Goats
- Huffamoose
- Lunchmeat
- Orleans
- The Paul Luke Band
- Peacebomb
- Rek
- Roguish Armament

#### Ravestock
- Aphex Twin
- Deee-Lite
- DJ Spooky
- Doc Martin
- Frankie Bones
- Kevin Saunderson
- Little Louie Vega
- The Orb
- Orbital
- Soul Slinger
- DJ Scotto

### Sábado 13 de agosto

#### Escenario Norte
- Joe Cocker
- Blind Melon
- Cypress Hill
- Rollins Band
- Melissa Etheridge
- Crosby, Stills, & Nash
- Nine Inch Nails
- Metallica
- Aerosmith

#### Escenario Sur
- The Cranberries
- Zucchero
- The Band
- Youssou N'Dour
- The Band featuring Hot Tuna, Bruce Hornsby, Roger McGuinn, Rob Wasserman, and Bob Weir
- Primus featuring Jerry Cantrell
- Salt 'N Pepa

### Domingo 14 de agosto

#### Escenario Norte
- Country Joe McDonald
- Sisters Of Glory featuring Thelma Houston, CeCe Peniston, Phoebe Snow, Mavis Staples, & Lois Walden
- Arrested Development
- Allman Brothers Band
- Traffic
- Spin Doctors
- Porno For Pyros
- Bob Dylan
- Red Hot Chili Peppers
- Peter Gabriel

#### Escenario Sur
- John Sebastian y J-Band
- Country Joe McDonald
- Gil Scott-Heron
- W.O.M.A.D.
  - Xalam
  - The Justin Trio
  - Geoffrey Oryema
  - Hassan Hakmoun & Zahar
- Nenad Bach
- Green Day
- Paul Rodgers Rock and Blues Revue featuring Slash, Neal Schon, Andy Fraser, & Jason Bonham
- Neville Brothers
- Santana
  - Eric Gales
- Jimmy Cliff's All Star Reggae Jam featuring Rita Marley, Eek A Mouse, & Shabba Ranks

## Curiosidades
- Los únicos invitados del Woodstock original fueron The Band, Santana, Joe Cocker, Country Joe McDonald, Crosby, Stills, and Nash y John B. Sebastian.

- Durante la mañana del día 13 se dejó sentir una leve lluvia que aumentó su intensidad por la tarde, lo que contribuyó a que se cubriera el suelo de barro con el cual el público comenzó a divertirse; gracias a esto el festival fue conocido también como "Mudstock" (mud en inglés significa barro).

- Paul Rodgers tuvo como músicos invitados a Slash, Neal Schon, Andy Fraser, and Jason Bonham.

- Los Red Hot Chili Peppers utilizaron unos llamativos trajes de bombillas de luz durante las dos primeras canciones de su show, Grand Pappy Du Plenty y Give It Away. Al finalizar el concierto, sube la hija del bajista Flea, Clara, a cantar el himno de los Estados Unidos. La banda tocó el último tema The Power Of Equality, vestidos como Jimi Hendrix. Los trajes de bombilla están ahora en exhibición en el Hard Rock Hotel & Casino en Las Vegas, Nevada.

- Nine Inch Nails se consideran el grupo con la mayor densidad del público en el evento, eclipsando a muchos de los otros artistas en el festival. Justo antes de salir al escenario habían estado luchado entre sí en el barro y subieron al escenario completamente mojados y cubiertos de barro como se puede ver en el video. En la entrevista después de su actuación, el líder de Nine Inch Nails Trent Reznor afirmó que pensaba que la actuación de su banda era "terrible" debido a dificultades técnicas en el escenario. Reznor admitió que, "para ser franco, fue básicamente para compensar el costo de la gira que estamos haciendo en este momento."

- Woodstock '94 también se ha referido como Mudstock, o Mudstock '94, en parte debido a la actuación de Green Day, durante el cual el guitarrista y vocalista Billie Joe Armstrong comenzó una pelea de barro con la multitud. La situación en espiral se fue rápidamente de control, con muchos aficionados saltando en el escenario. Esto dio como resultado que el equipo de seguridad confundiese al bajista Mike Dirnt con la multitud con lo que lo derribaron varias veces, lo que resultó que a Dirnt le tuvieran que hacer una ortodoncia de emergencia.

- Johnny Cash, la única persona viva en ese momento que fue introducida en el Country Music Hall Of Fame y en el Salón de la Fama del Rock and Roll, también fue invitado a tocar pero después de enterarse de que no se iba a presentar en el escenario principal, no apareció en el evento.

- Peter Gabriel clausuró el festival con el tema "Biko", compuesto en memoria del activista sudafricano antiapartheid Steve Biko.

- Además de los escenarios Norte y Sur, había otros escenarios menores, en los que se turnaban pequeños grupos o incluso los asistentes improvisaban temas sobre todo de percusión (djembe).

- Se recuerda particularmente la participación de Blind Melon, con su carismático vocalista Shannon Hoon, quien había tomado LSD, y el intenso show de la recién formada Rollins Band bajo un aguacero de grandes proporciones.

- The Band, una de las bandas del festival Woodstock original, invitaron como homenaje a Hot Tuna, Bruce Hornsby, Roger McGuinn, Rob Wasserman y Bob Weir). Mientras que Crosby, Stills & Nash hicieron lo mismo invitando a John Sebastian, también participante de Woodstock 1969.

- Primus hizo lo propio invitando a Jerry Cantrell de Alice in Chains - quien estaba junto al escenario mirando el show - a interpretar un fragmento de Harold of the Rocks. Alice in Chains fue una de las bandas confirmadas al inicio del festival, sin embargo cancelaron su participación poco antes del inicio producto de problemas continuos con las drogas por parte del vocalista Layne Staley.

- Metallica hizo su primera aparición en el evento.

- Un fallo en la organización del Festival de Woodstock hizo que se colara público sin pagar, lo que sobrepasó al personal de seguridad y hubiera más asistentes de los esperados.

- Bob Dylan después del accidente de circulación de 1966, y su posterior desaparición de los escenarios, rechazó acudir al Festival de Woodstock de 1969 a pesar de vivir en esa localidad. En su lugar, firmó a mediados de julio para tocar en el Festival de la Isla de Wight, el 31 de agosto. Veinticinco años después, en el festival Woodstock '94, fue presentado con la famosa frase: “Hemos esperado 25 años para oír esto. Señoras y señores, ¡el Sr. Bob Dylan!” (“We waited 25 years to hear this. Ladies and gentleman, Mr. Bob Dylan!"). Según distintos críticos la actuación de Dylan en Woodstock '94 fue uno de los momentos de mayor calidad musical y representó el comienzo de otra de las etapas cumbres de su larga carrera. Tocó doce canciones en una hora y 15 minutos: Jokerman // Just Like a Woman // All Along the Watchtower // It Takes a Lot to Laugh // Don't Think Twice, It's All Right // Masters of War // It's All Over Now, Baby Blue // God Knows // I Shall Be Released // Highway 61 Revisited // Rainy Day Women // It Ain't Me Babe.

- Durante la presentación de la canción "My Name Is Mud", de Primus, el público respondió arrojando barro a la banda. El vocalista y bajista Les Claypool terminó informando a la multitud: "Ustedes saben que cuando se lanzan cosas al escenario, es un signo de tener genitales pequeños e insignificantes", ante lo cual el público dejó de arrojar barro. Claypool afirma que todavía tiene barro en sus bajos a día de hoy.

- La presentación de Aphex Twin fue cortada cuando los promotores descubrieron que él había firmado su contrato con un nombre falso, lo que causó que PolyGram (quienes lanzaron un compilatorio con grabaciones de todo el festival) perdiera los derechos sobre su presentación.

- El grupo Caifanes también fue invitado pero no aceptó la oferta. De haber participado, hubiesen sido los terceros mexicanos en tocar en un Festival de Woodstock, después de Carlos Santana y Adolfo "Fito" de la Parra, este último, baterista de Canned Heat.